# 斉藤一美
斉藤 一美（さいとう かずみ、1968年3月24日 - ）は、文化放送のアナウンサーで、同局のアナウンス部副部長。山形テレビアナウンサーの斉藤佑太は息子に当たる。

## 来歴
東京都渋谷区生まれ、墨田区育ち。墨田区立鐘淵中学校、早稲田実業学校高等部商業科、早稲田大学商学部卒業。
- 1990年4月、文化放送にアナウンサーとして入社[5]。
- 1993年4月、平日帯 夜ワイド番組『斉藤一美のとんカツワイド』のパーソナリティを務めた。同年4月にスポーツアナウンサーとしてスポーツ部に転属することが決まっていたが、同年2月に『とんカツワイド』担当が決まったため、スポーツ部には3週間居ただけで、アナウンス部に戻された[6]。
- 1995年にはソニー・ミュージックレコーズから、元アイドルグループCoCoの宮前真樹と羽田惠理香とのユニット「サイコガルバノメーター[注 1]」名義で『USSO』[7]、アイドル グループ「ブカブカ」とのタイアップで「ブカブカ with KAZUMI SAITO」名義で『NA・N・DE?』[8]、『NA・N・DE? REMIX』[9] をリリースした。また、栗山米菓から『USSO』『NA・N・DE?』をモチーフとした、せんべい「ウレセン」も発売されていた[10]。
- 『とんカツワイド』終了後の1997年4月より、スポーツ部へ異動。スポーツアナウンサーとしてプロ野球などのスポーツ実況を担当する。熱い一面を持ち、興奮し、絶叫したりすることがあった[注 2]。
- 2017年4月スタートの『斉藤一美 ニュースワイドSAKIDORI!』でニュースキャスターへ転身したことに伴って、同年3月までナイターオフ期間限定で放送されていた『ダッシュ斉藤 中6日!』の終了を機に、スポーツの担当からいったん離脱。ただし、2021年10月19日（火曜日）に開催された埼玉西武ライオンズ対北海道日本ハムファイターズ23回戦（メットライフドーム）で、スポーツ中継の実況を5年振りに担当した（担当へ至った経緯は後述）[12]。この試合は松坂大輔（西武投手）の引退試合として松坂の先発が予告されていたため、文化放送では斉藤をメットライフドームの放送席へ派遣させたうえで、『SAKIDORI!』のスタジオ進行をサブキャスターの松井佐祐里（斉藤の後輩アナウンサー）へ一任。斉藤が試合開始から松坂が（当初の予定に沿って）打者1人で交代するまで実況する模様を、番組の終盤（17時台の後半）に中継した[注 3][12]。ちなみに斉藤は、松坂が交代してからも、試合が終了するまでインターネットのライブ配信向けに実況を続けた。
- 『SAKIDORI!』のキャスターに専念していた同年4月からは、所属部署（放送事業本部編成局 → コミュニケーションデザイン局内のアナウンス部）で副部長を務めている。
- 『SAKIDORI!』が2022年のプロ野球レギュラーシーズン開幕日（3月25日）で終了したことに伴って、スポーツアナウンサーとしての活動を再開したが、本人は再開について「（自分にとっては）『復帰』ではなく『新たな挑戦』」と明言。2月11日放送分の『SAKIDORI!』でその旨を表明した際には、「（『SAKIDORI!』のキャスターに専念するまで）野球実況で丸20年のキャリアを積み重ねていても、（同番組に専念していた）『5年間のブランクは実に大きい』と感じてはいる。報道番組（『SAKIDORI!』）で得た知見を加えながら、誰も歩んだことのない実況の地平を切り拓いてみたい」と抱負を述べている[13]。この年には東京ヤクルトスワローズが日本シリーズでオリックスバファローズと対戦したため、第1戦・第6戦（いずれもヤクルトの本拠地・明治神宮野球場で開催）では自社（関東ローカル）向けの中継で実況を任された。2024年の日本シリーズでも、第2戦（DeNAの本拠地・横浜スタジアムで開催）では自社（関東ローカル）向けの中継の実況を担当。
- 2023年3月に開催の第5回ワールド・ベースボール・クラシック（WBC）では、野球日本代表が関与する全試合並びに日本代表が関与していない準決勝1試合[注 4]の動画ライブ配信をAmazon Prime Videoで実施することを受けて、本選の前に組まれていた野球日本代表の壮行・強化試合から配信向けの実況を全試合で任されている[14][15][16][17]。

## 人物
- 山中恒の児童文学で、後に何度も映像化された『おれがあいつであいつがおれで』（1979年度に旺文社『小6時代』にて連載。奇しくも同年度の斉藤は小学6年生）のヒロインと同姓同名である。
- 子供の頃、最初になりたかった職業は外科医。祖母が手術したのにもかかわらず、亡くなったことで「どんな病気も治せる医者になりたい」と思い出したことからである。ただし、医者は大学など学んでいく過程で多額の資金が必要だと知ったことから挫折[6]し、朗読を褒められたり、人前で歌うことが好きだったことから、歌手や俳優になりたいとも思うようになる。しかし、鏡を見て「こんな顔では…」と思ったことから、小学5年生の頃に諦めた[6]。その頃、アナウンサーとして、久米宏や古舘伊知郎に憧れ、中学2年生の頃から『吉田照美のてるてるワイド』を聴き出したことから、吉田照美にも憧れるようになり、「アナウンサーなら、こんな顔でもなれる」と思い出したことから、アナウンサーを目指すようになる[6]。
- 高校時代はラグビーをやっていた[6]。助っ人として出た（ラグビー部の補欠は相撲部に駆り出される伝統であった）相撲の都大会で準優勝し、関東大会で2回戦まで進出した[5]。
- 大学進学後もアナウンス研究会などに所属することはせず、高校生時代から引き続き、ラグビーサークルに所属[6]。就職活動を始めるに当たり、アナウンスの勉強を全くしていなかったことに気付き、愕然とした[6]。TBSや日本テレビなどを受験したこともあったが落選[6]した。そんな中、文化放送アナウンス講習会のことを知り、参加。入社のきっかけを掴むようになる[6]。
- 大の埼玉西武ライオンズファンであり、文化放送に入社した理由は「『文化放送ライオンズナイター』を実況するため」と豪語する。元来、読売ジャイアンツのファンで[18]、文化放送入社後に鞍替えした。1999年4月7日の対日本ハムファイターズ戦（東京ドーム）、松坂大輔の初登板試合でライオンズナイターでの実況デビューを果たしている[12]。
- かなりの泣き虫で、とんカツワイド最終回や、1998年に千葉ロッテマリーンズが18連敗を喫した時（黒木知宏がオリックス・プリアムに9回裏2死から同点本塁打を浴び、連敗阻止が消えた瞬間）・2002年8月16日の対大阪近鉄バファローズ戦で、西武ライオンズが3回表終了時点で0-9のビハインドを逆転して勝利しマジック34が点灯した時・2012年4月26日の対福岡ソフトバンクホークス戦で9回表2アウト満塁から米野智人が逆転満塁本塁打を打った時に号泣している。2006年に母校・早稲田実業が第88回全国高等学校野球選手権大会で優勝した際は現地取材を担当したが、その時も号泣している[19]。また、斉藤一美のS/N/A/Pでは「泣かせる話」を聴取者から募り、斉藤を大泣きさせるという企画があった。
- とんカツワイドの最終回で番組の最初から最後まで、泣きっぱなしだったことについては「悔し涙だった」と話している。同番組に吉田照美をゲストに迎えた時、吉田から「チャンスの波は必ずやってくる。その波を掴められるかどうかで、その人の人生が決まる。だから、掴められるように頑張れ」と言われ、この言葉を踏まえ「（とんカツワイドの）最後の1年で喋り手として一段、ステップアップした感覚があり、ようやく波を掴むことが出来た。最初から、その波を掴んで、毎回が最終回のつもりで真面目に向き合った喋りをすることが出来たら、番組が長続きしたかも知れないのに」と思ったとの事。同番組の第1回目も泣いて始まったとも語った[6][18]。
- さまぁ〜ずの大竹一樹とは小学校、中学校の同級生である[3]。
- 自称プロレスマニア。「うるわしの夜」で鬼嫁のイメージがついている北斗晶に「デンジャラスクイーン」と言われていた頃の話を聞いたり、蝶野正洋、武藤敬司を独断で呼ぶなど同時間帯（午後6時台）ではあまりターゲットとしていない層の人を呼ぶなどしている。
- ポケットモンスターシリーズ、ドラゴンクエストIX 星空の守り人、ONE PIECEにはまっていることを公言している。また、ブログでは映画やテレビドラマ、小説などの感想もつづっている。
- SMAPのファンであることを公言している。SMAPの解散が決まった後の2016年12月14日に、文化放送のSMAPのラジオ番組『STOP THE SMAP』の25年の歴史を振り返る3時間の生特番『STOP THE SMAP 25周年スペシャル！』のパーソナリティを務めた[20]。解散後も『新しい地図』の主演映画[21]、草彅剛主演の舞台[22]、香取慎吾が開催した個展を鑑賞している[23]。
- 2017年4月から5年間にわたってキャスターを務めてきた『SAKIDORI!』への思い入れは強く、番組の終了とスポーツ担当への復帰を2022年2月11日の放送で発表した際には、「文化放送の長寿番組に育て上げたうえで、アナウンサー生活の引退と同時に番組を終わらせたかった」「『この番組が終わったら、スポーツアナウンサーに戻ればいいや』と思ったことは、5年間で一度もなかった」と述懐。「自分の名前が入った平日帯の冠ワイド番組が終わることは（自分をプロ野球選手に例えられたら）『一時的な戦力外通告』と同じ意味を持つ。それでも、『SAKIDORI!』の終了を（上層部から）告げられた翌日に、付き合いの長い上司から『スポーツ（中継の現場）に戻って来い』と声を掛けられたことが胸の奥にまで沁みるほど嬉しかった」とも語っている[13]。

## エピソード
- 『吉田照美のてるてるワイド』のリスナーだった頃に、同番組の金曜日のコーナー『ルミちゃん・ザ・ものまね』に電話出演し、プロレスファンであったことから、藤波辰爾の息づかいとタイガー・ジェット・シンの息づかい、最後に水谷豊の息づかいという「三段落ち」で物真似を演じた。斉藤曰く「照美さんはプロレスにあまり詳しくなかったのか最初はウケが良くなかったが、水谷豊さんで笑ってくれた」とのこと[6]。
- レポーターとして、熱狂的な千葉ロッテマリーンズファンの陣取る外野スタンドで、多くの取材をしてきた関係から、マリーンズへの思い入れも強い。
- ライオンズナイターでの実況デビュー前から『NACK5 SATURDAY&SUNDAY LIONS』の実況もしていた。
- 2000年代後半、斉藤はほぼ月1回の割合で「ホームランナイター」での巨人戦を実況する事があったが、彼が実況した試合において、巨人が勝った事はあまりない。このため「斉藤一美が、巨人戦を実況すると、巨人は勝てない」と言われている。本人はブログで「ハッハッハ (☆▽☆ )片腹痛いわ！それは巨人ではないぞっ！西武ですって°・(ノД`)・°・」と否定している[24]。
- 『NACK5 SATURDAY&SUNDAY LIONS』を担当していた際は、ゲストに渡辺美里を迎えた時に、斉藤の野球実況で盛り上がったきっかけとして、渡辺美里の西武スタジアムライブに特別出演し、渡辺美里の楽曲（アルバム）の中でも実況をしている。文化放送が、2005年の西武スタジアムファイナルライブの特別番組を放送した時の聞き手も、斉藤だった。
- 2006年8月、母校である早稲田実業学校が夏の甲子園で優勝した際、阪神甲子園球場にレポートに行き、母校の優勝に感動し号泣。その様子が『吉田照美のやる気MANMAN!』内で放送された。
- Wikipediaの当項目（本人）もしくは、その担当番組の項目をチェックしていると思われる発言が、ブログや番組内でなされることがある[要出典]。
- プロ野球ファミスタオンラインの全国大会では、実況を行っている（ゲーム内に実況が収録されているのではなく、ゲーム画面を見ながら生実況を行う）。
- 2010年に日本野球機構のwebサイトにおいて、「最高の試合」に2008年の日本シリーズ第7戦、「名場面・名勝負」に前述の松坂大輔デビュー戦の1回裏、片岡篤史を三振に取った瞬間を挙げている。どちらも実況を担当した試合である[25]。
- 2012年に「スポーツアルバム中島裕之III」において埼玉西武ライオンズ中島裕之の2012年について寄稿した。
- 実況アナウンサーとしての技量を買われ、台湾映画『KANO 1931海の向こうの甲子園』では台湾全島大会の決勝戦ラジオ中継の実況アナウンサー役を務めた[26]。

## 現在の担当番組
- 文化放送ライオンズナイター・NRNナイター（土・日曜放送分） [注 5][注 6] - 実況・ベンチリポーター
  - スポーツ中継への出演を本格的に再開した2022年からは、西武・ロッテ主催試合のRKBエキサイトホークス（RKBラジオ）・HBCファイターズナイター（HBCラジオ）・CBCドラゴンズナイター（CBCラジオ。交流戦の中日ビジターゲームや中日戦非開催時のRKBラジオ・HBCラジオ向け中継のネット受け参加）向けの平日と、ヤクルト主催試合のABCフレッシュアップベースボール（朝日放送ラジオ）向けの火 - 木曜日[注 7][注 8]の文化放送制作裏送り中継[注 9]も担当している。実況から離れていた2018年から、TBSラジオがプロ野球中継の制作業務をDeNA主催試合の（RKB・HBC・CBCにクロスネット局のRCC・朝日放送ラジオ・MBSラジオを含めた）JRN加盟局向け裏送り中継に限っていることなどによる。
- 文化放送ライオンズナイタースペシャル 斉藤一美 ど〜かひとつ! - パーソナリティ
  - 『ライオンズナイター』の実況陣に再び加わった2022年のみプロ野球シーズン中でナイトゲーム中継を予定していない平日（主に木曜日）に放送。
- 文化放送スポーツスペシャル・「斉藤一美 押出四球（おしだしフォアボール）」 2023年度下半期水曜日
- 出雲全日本大学駅伝実況中継・全日本大学駅伝実況中継・箱根駅伝実況中継 - いずれも主に実況を担当
  - スポーツ中継への出演を本格的に再開した2022年度以降は、『箱根駅伝への道』（箱根駅伝に向けた事前取材番組）の取材・パーソナリティも担当。

## 過去の担当番組
- NACK5 SATURDAY&SUNDAY LIONS
- 斉藤一美のとんカツワイド（1993年4月 - 1997年3月）
  - 斉藤一美のとんカツワイド FRIDAY SUPER COUNTDOWN 50（1994年4月 - 1997年3月）
- ライオンズエキスプレス
- 斉藤一美の爆発NIGHT!（2003年10月 - 2004年3月　毎週月 - 木曜日19:00 - 21:00）
- 斉藤一美のS/N/A/P（2004年10月 - 2005年3月　毎週月 - 木曜日19:00 - 21:00）
- サンデースポーツパラダイス〜てっぺん!〜（2005年10月 - 2006年3月　毎週日曜日18:00 - 19:00）
- 斉藤一美 ラジオかぶりつき（2006年10月7日 - 2007年3月31日　毎週土曜日19:30 - 21:00）
- 玉川美沙 たまなび（2006年4月3日 - 2010年10月1日　毎週月 - 金曜日15:30 - 17:50「クイズ 5パーソンズ2」出題者）
- 斉藤一美 うるわしの夜（2007年4月 - 2007年9月、2008年4月 - 2008年9月、2009年4月 - 2009年10月）
- こちら浜松町駅前 文化放送スポーツ部（2007年10月 - 2008年3月、2008年10月 - 2009年3月、2009年10月 - 2010年3月　毎週月曜日17:50 - 18:30）
- 斉藤一美のスポーツタイム ズミスポ（2007年10月6日 - 2016年9月25日）
- キンキンのサンデー・ラジオ（2007年10月7日 - 2008年3月23日　毎週日曜日13:00 - 16:00）
  - 「キンサンハワイ」のレポーターとして出演
- センパツ!（2009年10月 - 2010年3月 毎週火 - 金曜日17:50 - 21:00、2010年4月 - 9月 毎週火 - 金曜日※ライオンズナイターの実況中継が行われない日に放送）水曜日・金曜日キャッチャー
- 吉田照美 ソコダイジナトコ（2010年4月5日 - 2013年3月29日 毎週月曜日7:15 - 7:25頃　「7時の情報デリバリー」月曜 ソコトコ スポーツ担当として不定期出演）
- ホームランナイターSET UPスペシャル
- 駒田徳広 満塁ナイト（アシスタント）
- 笘篠賢治 情熱ボールパーク（アシスタント）
- 2010年バンクーバーオリンピック（現地取材レポーター）
- 菅野しろうのアナログ情報バラエティ しろバラ（2010年10月5日 - 2011年3月31日、番組内のスポーツコーナー「すぽバラ!」「箱根駅伝への道」に、不定期出演）
- キニナル（2013年4月7日 - 2016年度上半期 番組内ニュースを他のスポーツアナウンサーと共に不定期で担当）
- ダッシュ斉藤 中6日!（2016年10月1日 - 2017年4月1日）
- 斉藤一美 ニュースワイドSAKIDORI!（2017年4月3日 - 2022年3月25日）

### ラジオCM
- 産経新聞（ナレーション）